# Tipula juquiella
Tipula juquiella är en tvåvingeart som beskrevs av Alexander 1945. Tipula juquiella ingår i släktet Tipula och familjen storharkrankar. Inga underarter finns listade i Catalogue of Life.